# Штамс
Штамс (нім. Stams) —  громада округу Імст у землі Тіроль, Австрія.
Штамс лежить на висоті  672 м над рівнем моря і займає площу  33,56 км². Громада налічує 1340 мешканців. 
Густота населення 40/км².  
|                                |
| Штамс на мапі округу та землі. |

 Адреса управління громади: Wengeweg 4, 6422 Stams. 

## Демографія
Історична динаміка населення міста за даними сайту Statistik Austria

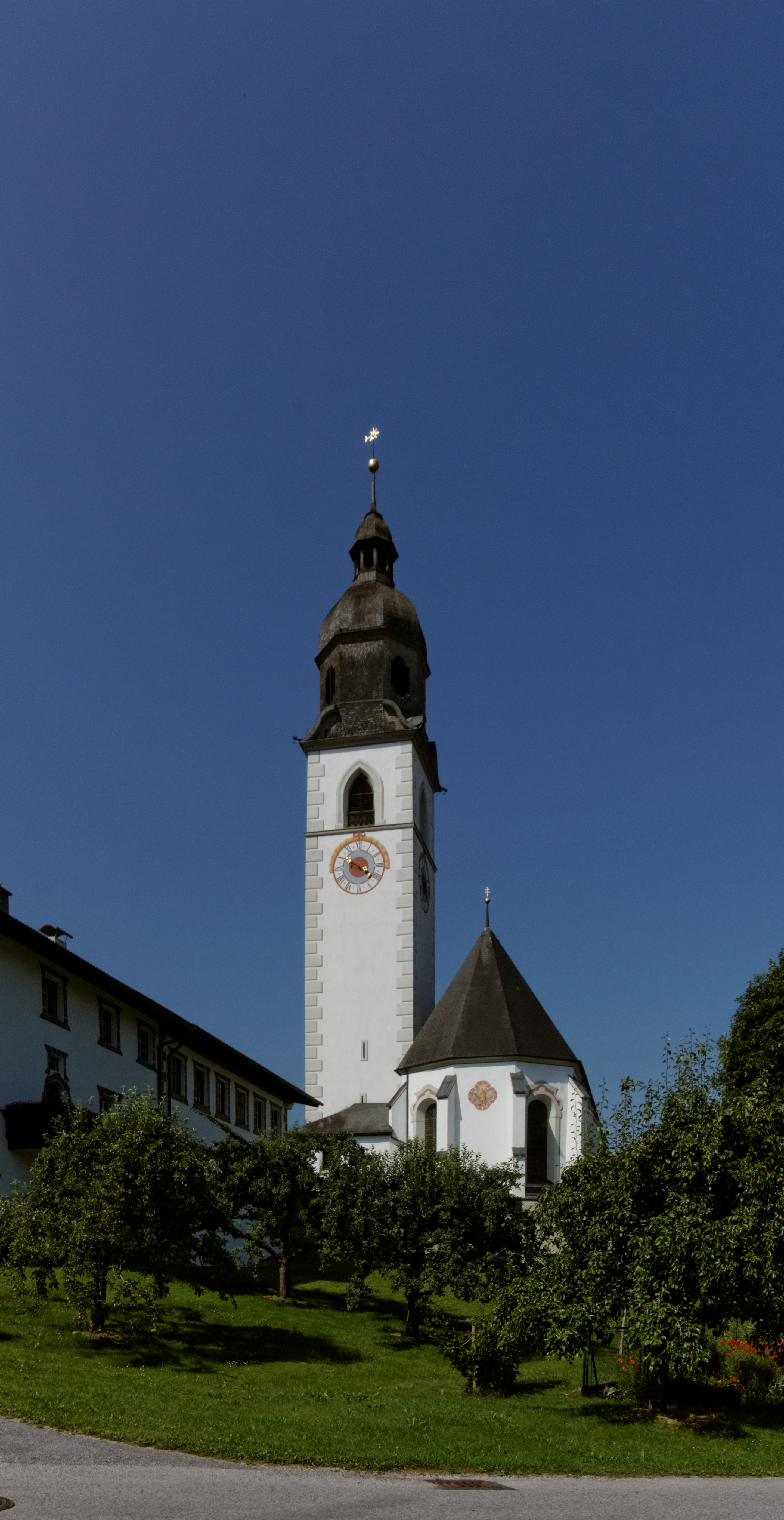
Church Stams

## Виноски
1. ↑  Dauersiedlungsraum der Gemeinden Politischen Bezirke und Bundesländer - Gebietsstand 1.1.2018 — Статистичне управління Австрії.
2. ↑  https://www.statistik.at/blickgem/blick1/g70221.pdf
3. ↑   www.stams.co.at
4. ↑  Gemeindedaten von Stams

| Австрія | Це незавершена стаття з географії Австрії. Ви можете допомогти проєкту, виправивши або дописавши її. |